# Cyrtopodion dattanense
Cyrtopodion dattanense es una especie de gecos de la familia Gekkonidae.

## Distribución geográfica yhábitat
Es endémica de unos montanos en el norte de Pakistán. Su rango altitudinal oscila alrededor de 1200 m s. n. m..